# Rosario Polizzi
Rosario Antonio Polizzi (Crotone, 12 aprile 1944) è un medico e politico italiano.

## Biografia
Dopo essersi laureato nel 1970 in medicina presso l'Università di Bari, consegue la specializzazione in chirurgia generale nel 1975; diventa quindi assistente di ruolo per poi frequentare il st.Mark's Hospital di Londra. Nel 1984 ha frequentato lo Sloan Kettering Memorial Hospital di New York, vincendo nel 1984 il concorso di idoneità a professore associato. 
Nel 1985 inizia a insegnare chirurgia generale presso la facoltà Aldo Moro di Bari mentre nel 1992 istituisce e coordina il primo Osservatorio Epidemiologico Regionale. Negli anni successivi ricopre alcune cariche istituzionali, per poi essere nominato nel 1995 assessore regionale nella giunta di centrodestra, guidata da Salvatore Distaso. L'anno successivo si candida con il Polo per le Libertà per le elezioni alla Camera dei deputati nella circoscrizione Puglia, diventando deputato della XIII Legislatura e presiedendo la commissione parlamentare di vigilanza sulla formazione professionale e poi nel 1997 fa parte del Comitato paritetico delle commissioni lavoro del Senato e della Camera. Termina il mandato parlamentare nel 2001.
Nel 2004 è nominato componente, in qualità di esperto, del Consiglio superiore di sanità; l'anno seguente viene nominato Commissario Straordinario dell'Istituto Tumori "Giovanni Paolo II" (IRCCS) di Bari. Nel marzo 2006 viene nominato Direttore Scientifico dell’Istituto Tumori-IRCCS “Giovanni Paolo II”.
Nel 2012 diventa redattore del Progetto della Scuola di Medicina per uno screeing sul danno ambientale da presenza di ILVA. Nel marzo del 2014 ricopre la nomina di presidente del consiglio del corso di Laurea Magistrale in Medicina. Nel 2014 è relatore sulla proposta di istituzione a Taranto dell'Istituto di ricovero e cura specializzato in malattie da danno ambientale.
Nel 2015 è stato fautore di un progetto per la istituzione di “Politecnico della Salute” a Lecce, il progetto ha tra gli obiettivi quello di formare il personale per la progettazione di dispositivi utilizzando l’ingegneria biomedica, oltre allo sviluppo di nuove applicazioni nel campo medico delle nanotecnologie, dei robot chirurgici e delle bioprotesi.
Nel luglio del 2018 viene nominato Coordinatore del Comitato Tecnico-Scientifico Summer e Spring School dell'Università di Bari-presso gli ospedali di Gallipoli e Nardò.
Dal 2019 si occupa di coordinare dei corsi di approfondimento, in collaborazione con la Medicina dello Sport e la Scuola di Medicina di Bari, per lo sviluppo della robotica e dell’intelligenza artificiale nel campo medico. Parallelamente diventa coordinatore del progetto europeo di ricerca e studio della presenza di microplastiche nel fegato, rene, polmone, in collaborazione con il CNR e la Scuola di Medicina dell’Università di Bari.
Nel 2021 è stato fautore per l’approvazione del progetto dell'istituzione di un Politecnico della Salute con il varo della laurea MedTec, percorso formativo in “Medicina e Chirurgia” a vocazione tecnologica e bio-ingegneristica.